# الدفع مقابل الأداء (الحكومة الفدرالية)

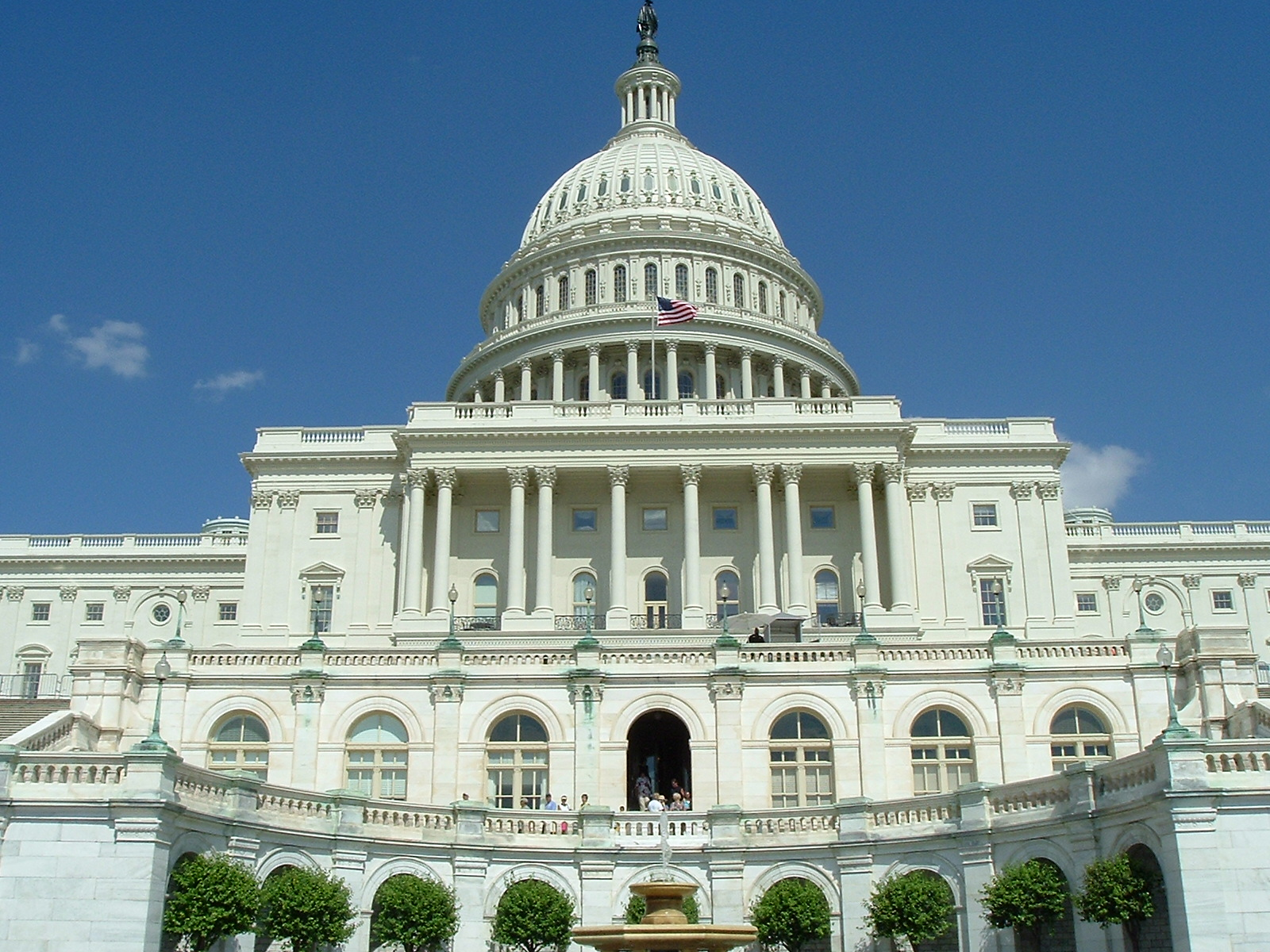

الدفع مقابل الأداء هي طريقة لتحفيز الموظفين، هدفها تحسين أدآئهم في الحكومة الفدرالية الأمريكية عن طريق عرض حوافز مثل زيادة في الراتب، المكافآت، والامتيازات. إنه مفهوم مشابه لإستحقاق الدفع التابع للمدرسين العموميين ويتبع النماذج الأساسية للأجر المرتبط بالأداء في القطاع الخاص. لكن وفقًا للدراسات الحديثة، هناك اختلافات جوهرية في كيفية تأثير نموذج الدفع مقابل الأداء على الموظفين الفيدراليين في أدوار الخدمات العامة. جايمس بيري هومن أحد العلماء الذين أجروا مثل هذه الدراسات. أبحاثه تُظهر أن العاملين في القطاع العام يميلون لأن يكونوا مُحفذين جوهريًا، وبالتالي، هم أكثر عرضة لأن تكون ردة فعلهم سلبية علي الحوافز المادية. لكن لايزال هناك جدال حول ما هو السبب الأساسي الذي يجعل القطاع العام مختلف.